# Nordmalings kommunvapen

Nordmalings kommunvapen

Nordmalings kommunvapen är av relativt sent datum. Det fastställdes av Konungen den 9 december 1955, sedan förslaget till vapnet utarbetats och slutgiltigt utformats av riksheraldikerämbetets heraldiska sektion.

## Blasonering
Blasonering: I blått fält en gädda av silver med fenor av guld mellan två bjälkvis genomgående kättingar av guld.

## Bakgrund
Vapnet har dock mycket gamla anor. Gäddan fanns i ett gammalt socken-sigill redan under 1600-talet. Bland annat har Abraham Hülphers beskrivit sigillet från ett flertal skrivelser från detta århundrade. Det har visserligen under senare år gjorts gällande på sina håll att den symboliserande fisken inte skulle ha varit gädda utan lax, men Hülphers identifiering av fisken som gädda har dock godtagits av riksheraldikerämbetet. Gäddan kan också symbolisera det flitiga insjöfiske som bedrevs i Nordmaling på 1500-1600-talen, ett insjöfiske som sträcker sig ända upp till Lögdasjön inom nuvarande Fredrika socken.
I sitt första förslag till sockenvapen år 1951 önskade riksheraldikerämbetet att gäddan skulle placeras mellan tre av de lod som återfinnes i släkten Jennings vapen. En medlem av denna familj, John Jennings, grundade vid 1700-talets mitt Olofsfors Bruk. Men kommunalnämnden i Nordmaling önskade för sin del, att symbolen för den urgamla industrin i Olofsfors istället skulle framhållas med några kättinglänkar. Kättingtillverkningen är som bekant av gammalt märke i Olofsfors. Det förslaget godtogs också av Riksheraldikerämbetet, som fastslog, att vapnet med användandet av denna symbol får en fördelaktigt klar komposition och motsvarar väl det heraldiska kravet, att ett vapen skall vara så enkelt, att det är lätt att känna igen och samtidigt särpräglat, att det tydligt skiljer sig från andra vapen.